# 東京奧林匹克、帕拉林匹克競技大會組織委員會
第32屆奧林匹克運動會組織委員會，簡稱東京奧組委、東奧組委會，正式名稱為公益財團法人東京奧林匹克、帕拉林匹克競技大會組織委員會（日語：公益財団法人東京オリンピック・パラリンピック競技大会組織委員会，簡稱TOCOG），係籌劃與舉辦2020年夏季奧林匹克運動會及2020年夏季帕拉林匹克運動會的組織機構。於2014年1月24日成立，並於2022年6月30日解散。

## 組織
| 姓名         | 介紹                                                                       | 備註   |
| 會長         |                                                                            |        |
| 橋本聖子     | 日本奧林匹克委員會常務理事兼選手強化本部長、參議院議員                     |        |
| 名譽會長     |                                                                            |        |
| 御手洗富士夫 | 日本經濟團體聯合會名譽會長                                                 |        |
| 評議員       |                                                                            |        |
| 川淵三郎     | 首都大學東京理事長                                                         | 議長   |
| 木村興治     | 日本奧林匹克委員會名譽委員                                                 | 副議長 |
| 福田富昭     | 日本奧林匹克委員會名譽委員、日本摔跤協會會長                               |        |
| 安藤立美     | 東京都副知事                                                               |        |
| 前田信弘     | 東京都副知事                                                               |        |
| 事務總長     |                                                                            |        |
| 武藤敏郎     | 大和總研理事長                                                             |        |
| 理事         |                                                                            |        |
| 青木剛       | 日本奧林匹克委員會副會長兼專務理事                                         |        |
| 秋元康       | 作詞家                                                                     |        |
| 秋山俊行     | 東京都副知事                                                               |        |
| 麻生泰       | 麻生水泥社長                                                               |        |
| 荒木田裕子   | 日本奧林匹克委員會理事兼運動員專門部會部會長                               |        |
| 遠藤利明     | 眾議院議員、2020年東京奧運會·殘奧會推進議員聯盟幹事長                      |        |
| 岡崎助一     | 日本體育協會專務理事                                                       |        |
| 川井成男     | 東京都議會議員、2020年東京奧運會·殘奧會推進議員聯盟會長                    |        |
| 河野博文     | 日本奧林匹克委員會副會長、日本帆船聯盟會長                                 |        |
| 久保公人     | 文部科學省體育·青少年局長                                                  |        |
| 河野一郎     | 日本體育振興中心理事長                                                     |        |
| 河野雅治     | 日本駐意大利大使                                                           |        |
| 小林耕士     | 電裝副社長                                                                 |        |
| 櫻田義孝     | 文部科學副大臣                                                             |        |
| 佐藤廣       | 前東京都副知事、東京信用保証協會理事長                                     |        |
| 高島直樹     | 東京都議會議員、奧運會·殘奧會推進對策特別委員會委員長                      |        |
| 竹田恆和     | 國際奧林匹克委員會委員、日本奧林匹克委員會會長                             |        |
| 田中理惠     | 體操運動員、日本體育大學助教                                               |        |
| 谷本步實     | 柔道運動員                                                                 |        |
| 豐田章男     | 日本經濟團體聯合會體育推進委員會委員長、豐田汽車社長                       |        |
| 中嶋正宏     | 東京都奧運會·殘奧會準備局長                                                |        |
| 中森邦男     | 日本殘疾人體育協會日本殘奧委員會事務局長                                   |        |
| 成田真由美   | 游泳運動員、日本電視台勤務                                                 |        |
| 蜷川實花     | 攝影家、電影導演                                                           |        |
| 布村幸彥     | 前文部科學省體育·青少年局長                                                |        |
| 松本正義     | 住友電氣工業社長、近畿田徑協會副會長、日本田徑聯盟評議員、大阪田徑協會會長 |        |
| 室伏廣治     | 田徑運動員、中京大學體育科學部準教授、美津濃社員                           |        |
| 山脇康       | 國際殘奧委員會理事、日本殘疾人體育協會日本殘奧委員會副委員長               |        |
| 橫川浩       | 日本田徑聯盟會長                                                           |        |
| 堀江陽子     | 日本體育協會理事、嘉悅大學準教授                                           |        |
| 米村敏朗     | 前內閣危機管理監、前警視總監、內閣官房參與                                 |        |

## 外部連結
- 東京奧組委 （页面存档备份，存于）